# 芒谢
芒谢（法語：Manciet，法語發音：[mɑ̃sjɛ]）是法国热尔省的一个市镇，属于孔东区。

## 地理
芒谢（43°47'58"N, 0°2'27"E）面积42.11 平方千米，位于法国奧克西塔尼大區热尔省，该省份为法国西南部内陆省份，北起顺时针与洛特-加龙省、塔恩-加龙省、上加龙省、上比利牛斯省、大西洋比利牛斯省和朗德省接壤。
与芒谢接壤的市镇（或旧市镇、城区）包括：阿韦龙-贝尔热勒、艾济约、巴斯库、布鲁扬、康帕涅达马尼亚克、克拉旺塞尔、埃欧兹、埃斯帕、雷昂、圣克里斯蒂-达马尼亚克。
芒谢的时区为UTC+01:00、UTC+02:00（夏令时）。

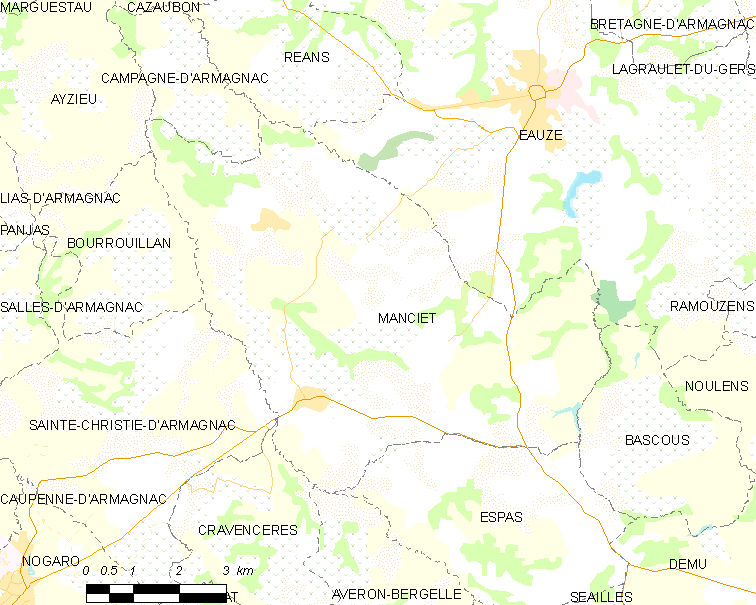
芒谢的OSM定位图

## 行政
芒谢的邮政编码为32370，INSEE市镇编码为32227。

## 政治
芒谢所属的省级选区为大下阿马尼亚克县。

## 人口

1962-2008年间芒谢人口变化图示

芒谢于2022年1月1日时的人口数量为761人。